# RoboCop (игра, 2003)
RoboCop (яп. RoboCop: Aratanaru Kiki) — видеоигра в жанре шутера от первого лица 2003 года по одноимённому фильму, разработанная Titus Interactive для платформ GameCube, PlayStation 2, Xbox и PC. Распространением игры в Европе занималась Avalon Interactive. Игра вышла в 2003 году в США, а 23 июля 2004 года вышла русская версия от 1С, переводом которой занималась Nival Interactive .

## Сюжет
Игра начинается с теленовостей о политике, после чего Робокопу дают задание отправиться в город и очистить его от преступников и террористов. На протяжении первого уровня Робокоп обнаруживает маленькие канистры с зелёной слизью, слизь была очень опасна для людей, создавал слизь доктор УМНИК (главный злодей игры вместе с железной полуклешнёй-полущупальцем). УМНИК делает слизь в тайне от всех на деньги от OCP, УМНИК хочет натравить всю слизь на весь Детройт-сити, Робокоп должен помешать УМНИКУ, уничтожить его слизь и арестовать УМНИКА или убить его.

## Игровой процесс
Игра представляет из себя 3D шутер от первого лица. В начале игры в качестве оружия у вас имеется пистолет Авто-9, впоследствии игрок найдёт и получит дробовик, автомат, лазер и пушку робота ED-209
Ваша задача находить секретные убежища преступников, убивать преступников, спасать заложников и арестовывать сдавшихся преступников, те кто сдались или заложники с гражданами, высвечивается синим квадратом, эти цели вам нельзя убивать, а то у вас отнимать здоровье будут, убивать можно только бандитов, которые высвечиваются красными квадратами, а те кто сдались лучше арестовывать подходя к ним и не долго рядом с ними стоять, после чего Робокоп скажет Вы арестованы, а потом преступник исчезнет.

### Предметы
- Детское питание — пополняет здоровье.
- Броня — улучшает броню, защищающую здоровье.
- Боеприпасы — пополняют патроны к пистолету и другим оружиям.

## Рецензии и награды
Игра получила в среднем низкие оценки.